# Uni Gérone CB
Maillots
L’Uni Gérone Club de basket (catalan : Uni Girona Club de Bàsquet, espagnol : Uni Gerona Club de Baloncesto), ou simplement Uni Gérone CB, est un club espagnol de basket-ball féminin basé à Gérone et évoluant en Championnat d’Espagne.
Le club est issu de la fusion en 2005 des deux clubs locaux C.E. Santa Eugènia de Ter et C.B. Vedruna.

## Palmarès
- Champion d’Espagne (2) : 2014–2015, 2018–2019[2]
- Supercoupe d’Espagne (1) : 2014–2015

## Résultats saison par saison
| Saison  | Niveau | Division        | Pos.      | Coupe de la Reine | Coupe d’Europe | Coupe d’Europe |
| ------- | ------ | --------------- | --------- | ----------------- | -------------- | -------------- |
| 2005–06 | 3      | Copa Catalunya  | 12e       |                   |                |                |
| 2006–07 | 2      | Liga Femenina 2 | 14e       |                   |                |                |
| 2007–08 | 2      | Liga Femenina 2 | 4e        |                   |                |                |
| 2008–09 | 2      | Liga Femenina 2 | 1er       |                   |                |                |
| 2009–10 | 1      | Liga Femenina   | 5e        |                   |                |                |
| 2010–11 | 1      | Liga Femenina   | 5e        |                   |                |                |
| 2011–12 | 1      | Liga Femenina   | 3e        | Demi-finaliste    |                |                |
| 2012–13 | 1      | Liga Femenina   | 3e        | Demi-finaliste    |                |                |
| 2013–14 | 1      | Liga Femenina   | 5e        |                   |                |                |
| 2014–15 | 1      | Liga Femenina   | 1er       | Demi-finaliste    |                |                |
| 2015–16 | 1      | Liga Femenina   | 2e        | Demi-finaliste    | 1 Euroligue    | SR             |
| 2016–17 | 1      | Liga Femenina   | 2e        | Finaliste         | 2 Eurocoupe    | ¼              |
| 2017–18 | 1      | Liga Femenina   | 2e        | Finaliste         | 2 Eurocoupe    | QF             |
| 2018–19 | 1      | Liga Femenina   | Vainqueur | Finaliste         | 2 Eurocoupe    | ½              |
| 2019–20 | 1      | Liga Femenina   | Arrêté    | Finaliste         | 1 Euroligue    | Arrêté         |
| 2020–21 | 1      | Liga Femenina   | 3e        | Vainqueur         | 1 Euroligue    | ¼              |
| 2021–22 | 1      | Liga Femenina   | 3e        | Finaliste         | 1 Euroligue    | ¼              |
| 2022–23 | 1      | Liga Femenina   | 2e        | Quart-de-finale   | 1 Euroligue    | SR             |
| 2023–24 | 1      | Liga Femenina   | 4e        | Quart-de-finale   | 2 Eurocoupe    | ½              |